# ستانيسلاف سمريك
ستانيسلاف سمريك هو لاعب كرة قدم سلوفاكي في مركز ظهير ‏، ولد في 1 ديسمبر 1986 في كوشيتسه في سلوفاكيا. لعب مع مات تابورسكو ونادي كوشيتسه.

## وصلات خارجية
- ستانيسلاف سمريك على موقع قاعدة بيانات كرة القدم.إي يو (الإنجليزية)
- ستانيسلاف سمريك على موقع Soccerway.com (الإنجليزية)